# Why Not (inchiesta)
Why Not è un termine che si utilizza per definire una specifica inchiesta giudiziaria italiana, svoltasi per lo più in Calabria nel primo decennio del XXI secolo.

## Storia
Il nome deriva da una società di outsourcing di Lamezia Terme che forniva alla regione lavoratori specializzati nel settore informatico. Fu una dei soci, nonché amministratrice della Why Not, Caterina Merante, insieme ad altri due che avrebbero poi parzialmente ritrattato, a dar via alle indagini. Alla base dell'indagine vi è l'ipotetica esistenza di un gruppo di potere trasversale tenuto insieme da una loggia massonica coperta, giornalisticamente nota come "La Loggia di San Marino".
A tale presunta loggia massonica, che avrebbe influito sulle scelte di amministrazioni pubbliche per l'utilizzo di finanziamenti e l'assegnazione di appalti, sarebbe iscritta una parte degli indagati che il 18 giugno 2007 furono raggiunti da una serie di provvedimenti della magistratura.
Le persone indagate risultavano, almeno all'inizio, essere 19. I carabinieri hanno notificato informazioni di garanzia in cui si ipotizzano, a vario titolo, reati che vanno dall'associazione per delinquere, alla truffa, alla corruzione, alla violazione della legge Anselmi sulle associazioni segrete, al finanziamento illecito dei partiti.
Il 14 ottobre 2007 il ministro della giustizia Clemente Mastella viene iscritto nel registro degli indagati della procura di Catanzaro nell'ambito dell'inchiesta di Luigi De Magistris: l'ipotesi di reato è abuso di ufficio. Il ministro è sospettato di essere coinvolto in una "rete" costituita da politici, imprenditori, giudici e massoni finalizzata ad ottenere finanziamenti dallo Stato e dall'Unione europea. 
Il coinvolgimento di Mastella nell'inchiesta è motivato dai suoi rapporti con l'imprenditore Antonio Saladino. L'indagine coinvolge l'attività imprenditoriale di Saladino, titolare in passato di una società di lavoro interinale denominata "Why Not". 
Agli atti figurano, tra l'altro, intercettazioni di colloqui telefonici proprio tra Mastella e Saladino.
Il 19 ottobre 2007 il Procuratore generale reggente a Catanzaro, Dolcino Favi, avoca a sé l'inchiesta Why Not sottraendola a de Magistris per presunta incompatibilità. Inoltre il Pg facente funzioni dispone che la notizia sia ufficialmente comunicata al PM solo il 22 ottobre. Infatti in un'intervista a la Repubblica de Magistris dichiara di esserne venuto a conoscenza da notizie di stampa.
Nel mese di dicembre 2008, dopo lo scontro tra le Procure di Catanzaro e Salerno, e dopo i primi interventi del Consiglio Superiore della Magistratura l'avviso di conclusione indagini venne invece notificato a ben 106 persone, tra cui l'ex presidente della Regione Calabria Agazio Loiero, ed il suo predecessore Giuseppe Chiaravalloti. Archiviata invece la posizione di Romano Prodi e di alcuni suoi più stretti collaboratori, dopo che in precedenza era stata anche stralciata la posizione di Clemente Mastella. Scompare dai capi di imputazione anche la presunta violazione della "Legge Anselmi" su massoneria e organizzazioni segrete.
Antonio Saladino, nel suo primo interrogatorio davanti alla Procura Generale di Catanzaro il 3 gennaio 2009, ha chiarito il suo ruolo nella vicenda fornendo ai magistrati spiegazioni concernenti l'attività delle varie società operanti nell'ambito delle Politiche attive del lavoro in cui ha operato. Ha chiarito la distinzione dei ruoli tra il Consorzio Brutium e la società Why Not di Caterina Merante, affermando di aver svolto per questi solo il ruolo di consulente. Ha inoltre chiesto, ai magistrati, e in modo esplicito, di verificare i suoi conti correnti e la sua situazione patrimoniale, ma anche quelli della Merante e dei soci della Why Not.
Il 21 gennaio 2012 il GUP di Roma Barbara Callari rinvia a giudizio Luigi De Magistris e Gioacchino Genchi con l'accusa di aver acquisito nel 2009 e in modo illegittimo, i tabulati telefonici di alcuni parlamentari. De Magistris ha definito l'inchiesta "infondata". Ciò nondimeno, il 25 settembre 2014 De Magistris viene condannato, insieme a Gioacchino Genchi, dal Tribunale di Roma a un anno e tre mesi per abuso d'ufficio non patrimoniale. De Magistris sarà poi assolto in appello. Il fatto è che ad una prima condanna dei due sodali, De Magistris e Genchi - Tribunale di Roma 24.9/8.10.2014 - e ad un successivo giudizio di appello che ha ritenuto il difetto del dolo, è poi, in via definitiva, intervenuta, su ricorso delle parti civili, gli on. Sandro Gozi, Clemente Mastella, Francesco Rutelli, non ricorrente il pubblico ministero, la corte di Cassazione - Cass. Sez.VI,22.9.2016, n.49538, che, aderendo alla pregressa decisione di primo grado, valorizzandone la motivazione, ha annullato la sentenza di secondo grado, ha sostanzialmente riconosciuto come fatti delittuosi le acquisizione di tabulati di molti tra deputati e senatori – Romano Prodi, allora Presidente del Consiglio, Clemente Mastella, allora Ministro di Giustizia, Sandro Gozi, Antonio Gentile, Francesco Rutelli, Giancarlo Pittelli e Domenico Minniti - senza la preventiva autorizzazione delle assemblee parlamentari. con rinvio, gioco forza, al giudice civile per la decisione sull’azione civile, per l’appunto. 
Il Tribunale di Salerno ad aprile 2016 ha assolto tutti gli imputati.

### La posizione di Romano Prodi
Romano Prodi venne indagato per abuso d'ufficio nell'ambito dell'inchiesta "Why Not" portata avanti dal sostituto procuratore, allora in carica, della Repubblica di Catanzaro, Luigi de Magistris. Pare che, dalle intercettazioni telefoniche, risulti solo un "rapporto di amicizia" tra l'imprenditore calabrese Saladino e l'allora Presidente del Consiglio, quindi non risulterebbe essere implicato nel "comitato d'affari" che gestiva illegalmente i fondi europei. A fronte di ciò, la procura di Roma, dopo aver avocato l'indagine a de Magistris (sostituito da Pierpaolo Bruni), ha ritenuto opportuno fare istanza di archiviazione per l'ex Presidente del Consiglio. L'archiviazione venne ottenuta nel novembre 2009.

### L'inchiesta di Santa Maria Capua Vetere
Una seconda inchiesta contribuì a terremotare la politica italiana in quel momento: il 16 gennaio 2008, dopo il provvedimento per gli arresti domiciliari nei confronti della moglie, Sandra Lonardo, da parte della procura di Santa Maria Capua Vetere, Clemente Mastella, Ministro della giustizia nel secondo governo Prodi, presenta le sue dimissioni da ministro, sostenendo di essere vittima, insieme alla sua famiglia, di un attacco della magistratura. Le dimissioni vengono respinte dal Presidente del Consiglio Romano Prodi, e, nel tardo pomeriggio della stessa giornata le agenzie di stampa riferiscono che anche lo stesso Mastella sarebbe indagato nell'ambito della stessa inchiesta riguardante la moglie.
Il giorno seguente Mastella conferma le proprie dimissioni ed annuncia che il suo partito, l'UDEUR, darà "appoggio esterno" al governo. Il 21 gennaio 2008 Mastella modifica la propria posizione dichiarando di uscire dalla maggioranza e di voler votare no alla questione di fiducia. Il governo Prodi cade il 24 gennaio in seguito al voto di sfiducia.

## Processo con rito abbreviato
In totale furono 42 gli imputati che chiesero e ottennero di essere processati tramite rito abbreviato. Di seguito le varie sentenze.

### Primo grado
Il 2 marzo 2010 il Giudice dell'Udienza Preliminare di Catanzaro emette la prima sentenza disponendo 8 condanne e 34 assoluzioni.
In totale vengono condannati:
- Antonio Saladino a 2 anni di reclusione;
- Giuseppe Lillo ad 1 anno e 10 mesi di reclusione;
- Antonio La Chimia ad 1 anno e 10 mesi di reclusione;
- Pietro Macrì a 9 mesi di reclusione e 900 euro di multa;
- Vincenzo Gianluca Morabito a 6 mesi di reclusione e 600 euro di multa;
- Francesco Saladino a 4 mesi di reclusione e 300 euro di multa;
- Francesco Maria Simonetti ad 1 anno di reclusione;
- Rinaldo Scopelliti ad 1 anno di reclusione;

Vengono invece completamente assolti:
- Agazio Loiero, presidente della Regione Calabria[23];
- Giuseppe Chiaravalloti, ex presidente della Regione Calabria[23];
- Gianfranco Luzzo;
- Nicola Durante;
- Aldo Pegorari;
- Mario Alvaro;
- Sabatino Savaglio;
- Giovanni Lacaria;
- Saverino Saladino;
- Eugenio Conforti;
- Lucia Sibiano;
- Raffaele Bloise;
- Luigi Muraca;
- Gianpaolo Bevilacqua;
- Maria Teresa Fagà;
- Sergio Abramo;
- Carmine Aloisio;
- Mariangela de Grano;
- Francesco de Grano;
- Giuseppe Fragomeni;
- Antonio Michele Franco;
- Tommaso Loiero;
- Francesco Lucifero;
- Pasquale Maria Tripodi;
- Peppino Biamonte;
- Franco Nicola Cumino;
- Nicola Garagozzo;
- Filippo Postorino;
- Mario Scardamaglia;
- Vincenza Bruno Bossio;
- Pietro Andricciola;
- Renzo Turatto;
- Pasquale Anastasi;
- Luigi Incarnato;

### Appello
In totale la Procura di Catanzaro ricorre in Appello per 13 delle 34 sentenze emesse in primo grado; fanno ricorso in Appello anche gli 8 condannati.
Il 27 gennaio 2012 la Corte d'Appello di Catanzaro emette la sentenza di secondo grado, disponendo 8 condanne, 8 assoluzioni e una prescrizione. 
Vengono condannati:
- Antonio Saladino a 3 anni e 10 mesi di reclusione
- Giuseppe Lillo a 2 anni di reclusione;
- Antonio La Chimia ad 1 anno e 9 mesi di reclusione;
- Francesco Saladino a 4 mesi di reclusione;
- Francesco Maria Simonetti ad 1 anno di reclusione;
- Rinaldo Scopelliti ad 1 anno di reclusione;
- Agazio Loiero ad 1 anno di reclusione;
- Nicola Durante ad 1 anno di reclusione;

Vengono invece completamente assolti:
- Pietro Macrì;
- Vincenzo Gianluca Morabito;
- Vincenza Bruno Bossio;
- Gianfranco Luzzo;
- Tommaso Loiero;
- Giuseppe Fragomeni;
- Pasquale Anastasi;
- Franco Nicola Cumino;

Vengono invece dichiarate prescritte le accuse per:
- Giuseppe Chiaravalloti

Viene inoltre dichiarato prescritto uno dei capi d'accusa di Antonio La Chimia.

### Cassazione
Vengono impugnate davanti alla Corte di Cassazione 8 delle sentenze emesse dalla Corte d'Appello.
Il 2 ottobre 2013 la Corte di Cassazione si pronuncia sulle sentenze emesse in appello, disponendo 2 condanne, 3 annullamenti senza rinvio e 3 annullamenti con rinvio.
Vengono condannati in via definitiva:
- Francesco Maria Simonetti a 1 anno di reclusione;
- Rinaldo Scopelliti ad 1 anno di reclusione;

Vengono annullate senza rinvio le sentenze di condanna di:
- Agazio Loiero;
- Francesco Saladino;
- Nicola Durante;

Vengono annullate con rinvio le sentenze di condanna di:
- Antonio Saladino;
- Giuseppe Lillo;
- Antonio la Chimia;

Confermata la prescrizione per Giuseppe Chiaravalloti. Vengono inoltre dichiarati prescritti alcuni capi d'accusa per Antonio Saladino e Giuseppe Lillo.

### Appello-bis
Il 22 giugno 2015 la Corte d'Appello di Catanzaro emette una nuova sentenza d'appello per i tre imputati la cui condanna era stata annullata con rinvio dalla Cassazione. La Corte dispone 3 condanne e nessuna assoluzione.
Vengono condannati:
- Antonio Saladino a 2 anni e 4 mesi di reclusione;
- Giuseppe Lillo a 1 anno e 8 mesi di reclusione;
- Antonio La Chimia ad 1 anno di reclusione;

## Processo con rito ordinario
Per coloro che avevano scelto il giudizio ordinario, il Giudice dell'Udienza Preliminare il 2 marzo 2010 ha disposto 17 proscioglimenti e 27 rinvii a giudizio. Tra questi ultimi figura anche Caterina Merante, la teste d'accusa che aveva dato il via all'indagine.

### Primo grado
Il 31 luglio 2012 il Tribunale di Catanzaro emette la sentenza di primo grado per gli imputati rinviati a giudizio nel marzo 2010, disponendo 9 condanne, 9 assoluzioni e 8 prescrizioni.
Vengono condannati:
- Giancarlo Franzè a 3 anni e 6 mesi di reclusione;
- Rosalia Marrasco a 2 anni di reclusione
- Antonio Gargano a 1 anno e 6 mesi di reclusione;
- Michelangelo Spataro a 1 anno di reclusione;
- Filomeno Pometti a 1 anno di reclusione;
- Michele Montagnese a 1 anno di reclusione;
- Dionisio Gallo a 8 mesi di reclusione;
- Domenico Basile a 8 mesi di reclusione;
- Rosario Calvano a 8 mesi di reclusione;

Vengono invece completamente assolti:
- Giuseppe Morrone;
- Nicola Adamo;
- Franco Morelli;
- Pasquale Citrigno;
- Antonino Gatto;
- Pasquale Marafioti;
- Marino Magarò;
- Aldo Curto;
- Gennaro Ditto';

Vengono invece dichiarate prescritte le accuse per:
- Giorgio Ceverini;
- Giuseppe Pascale;
- Ernesto Caselli;
- Antonio Mazza;
- Antonio Esposito;
- Clara Magurno;
- Caterina Merante;
- Rosario Caccuri;

Viene dichiarato estinto il reato commesso da Cesare Romano a causa della morte dell'imputato stesso. Sono stati inoltre disposti risarcimenti alle parti civili come 100.000 euro per la Regione Calabria.

### Appello
Tutti gli imputati condannati ricorrono in appello. La Procura, inoltre, ricorre in appello per 4 delle assoluzioni.
Il 21 febbraio 2014 la Corte d'Appello di Catanzaro emette la sentenza di secondo grado, disponendo 2 condanne, 4 assoluzioni e 7 prescrizioni.
Vengono condannati:
- Giancarlo Franzè a 2 anni di reclusione;
- Rosaria Marasco a 1 anno di reclusione;

Vengono invece confermate le assoluzioni per:
- Nicola Adamo;
- Giuseppe Morrone;
- Franco Morelli;
- Aldo Curto;

Vengono invece dichiarate prescritte le accuse per:
- Antonio Gargano;
- Michelangelo Spataro;
- Filomeno Pometti;
- Michele Montagnese;
- Dionisio Gallo;
- Domenico Basile;
- Rosario Calvano;

## Processo stralcio
Il 2 marzo 2010, al termine dell'udienza preliminare, il Giudice per l'Udienza Preliminare proscioglie 5 degli indagati dall'accusa di associazione a delinquere. Tale decisione viene però impugnata dalla Procura di Catanzaro davanti alla Corte di cassazione. Il 20 luglio 2011 la Corte di cassazione annulla la sentenza emessa il 2 marzo 2010 e la rinvia al Giudice per l'Udienza Preliminare. Il 6 aprile 2012 il GUP di Catanzaro rinvia tutti gli imputati a giudizio, dando quindi il via ad un nuovo processo separato da quello principale.

### Primo grado
Il 13 gennaio 2016 il Tribunale di Catanzaro emette la sentenza di primo grado, disponendo 1 condanna e 4 assoluzioni.
Vengono condannati:
- Giancarlo Franzè a 2 anni e 6 mesi di reclusione;

Vengono invece completamente assolti:
- Nicola Adamo;
- Franco Morelli;
- Dionisio Gallo;
- Giuseppe Morrone;